# 1937 en arts plastiques
| Années des arts plastiques : 1934 - 1935 - 1936 - 1937 - 1938 - 1939 - 1940    |
| Décennies des arts plastiques : 1900 - 1910 - 1920 - 1930 - 1940 - 1950 - 1960 |

Cette page concerne l'année 1937 en arts plastiques.

## Événements
- 25 mai-25 novembre : Exposition universelle de Paris. Création du Palais de Tokyo et du futur Musée d'art moderne de la ville de Paris.
- Exposition de l'art dégénéré à Munich, rassemblant la fine fleur de l'art moderne.

## Œuvres
- Guernica de René Iché.
- Guernica de Pablo Picasso.
- Jugement de Pâris d'Adolf Ziegler.
- Cygnes reflétant des éléphants, huile sur toile surréaliste de Salvador Dalí

## Naissances
- 11 janvier : Jean-Pierre Bertrand, peintre français († 29 juin 2016),
- 9 février : Marcel Lefèvre, peintre et poète belge.
- 11 février : Mauro Staccioli, sculpteur italien († 1er janvier 2018),
- 19 février : Pavel Nesleha, peintre, dessinateur, graveur et photographe tchécoslovaque puis tchèque († 13 septembre 2003),
- 26 février : Eduardo Arroyo, peintre, graveur, lithographe, sculpteur et décorateur de théâtre espagnol,
- 3 mars : Floris Michael Neusüss, photographe allemand († 1er avril 2020),
- 18 mars : Sacha Sosno, sculpteur, peintre et plasticien français († 3 décembre 2013),
- 20 mars : Vonick Laubreton, peintre français († 4 octobre 2021),
- 28 mars : Jean-François Arrigoni Neri, peintre, illustrateur, graveur et lithographe français († 23 novembre 2014),
- 31 mars : Pierre Gisling, peintre, présentateur télévisuel, journaliste, réalisateur, écrivain et enseignant suisse († 16 janvier 2017),
- 8 avril : Momo Kapor, peintre et écrivain yougoslave puis serbe († 3 mars 2010),
- 12 avril : Pedro Tramullas, sculpteur français d'origine espagnole († 21 septembre 2017),
- 15 avril : Daniel Pommereulle, peintre, sculpteur, cinéaste et poète français († 30 décembre 2003),
- 28 avril : Dmitri Plavinski, peintre et graveur soviétique puis russe († 1er septembre 2012),
- 31 mai : Pierre Lorthioir, peintre et dessinateur français († 28 juillet 2010),
- 2 juin : Timothy Behrens, peintre britannique († 8 février 2017),
- 7 juillet : Onib Olmedo, peintre expressionniste philippin († 8 septembre 1996),
- 9 juillet : David Hockney, peintre et graveur britannique,
- 29 juillet :
  - Robert Malaval, dessinateur, peintre et sculpteur français († 17 août 1980),
  - Jean Tourlonias, peintre français († 25 juin 2000),
- 11 août : Jacques Cordier, peintre français († 12 décembre 1975),
- 28 août :
  - Monique Apple, peintre et écrivaine française († 2 janvier 1998),
  - Jordi Bonàs, peintre et graveur espagnol († 1er février 2017),
- 29 août : Jean-Pierre Pophillat, peintre français († 19 septembre 2020),
- 11 septembre :
  - Erik Dietman, sculpteur, peintre et dessinateur suédois († 28 juin 2002),
  - Marilynn Webb, peintre et graveuse néo-zélandaise († 16 août 2021),
- 21 novembre : Denis Roche, écrivain, poète et photographe français († 2 septembre 2015),
- 13 décembre : Robert Gernhardt, écrivain, illustrateur et peintre allemand († 30 juin 2006),

- ? :
  - Bayram, plasticien, peintre, sculpteur, photographe et poète russe naturalisé français († 2 mai 2012),
  - Nicola L., pseudonyme de Nicola Leuthe, peintre, sculptrice, cinéaste et féministe française († 31 décembre 2018),
  - Isidoro Valcárcel Medina, artiste conceptuel espagnol.

- Vers 1937 :
- Naji al-Ali, caricaturiste, journaliste et peintre palestinien († 29 août 1987).

## Décès
- 1er janvier : Pierre-Eugène Vibert, peintre, dessinateur, illustrateur et graveur suisse (° 16 février 1875),
- 7 janvier : Jean Syndon, peintre français (° 25 mai 1869),
- 9 janvier : Johannes Anthonius Moesman, lithographe, illustrateur, aquarelliste et photographe néerlandais (° 25 décembre 1859),
- 10 janvier : Gabriele Galantara, peintre, journaliste, dessinateur, illustrateur et caricaturiste anticlérical italien (° 18 octobre 1865),
- 13 janvier :
  - Albert Dubuisson, peintre français (° 23 avril 1850),
  - Pierre Marcel-Béronneau, peintre et graveur français (° 14 juillet 1869),
- 20 janvier : Richard Benno Adam, peintre allemand (° 5 mars 1873),
- 21 janvier : Fernand Salkin, militaire et peintre français (° 27 juin 1862),
- 29 janvier : 
  - Gaston Darbour, peintre, dessinateur, graveur, lithographe, illustrateur français (° 20 mai 1869),
  - Marc-Aurèle de Foy Suzor-Coté, peintre et sculpteur canadien (° 6 avril 1869),
- 5 février :
  - Louis Adan, peintre et illustrateur français (° 26 mars 1839),
  - André Favory, peintre et illustrateur français (° 29 mars 1889),
  - Francis La Monaca, peintre et sculpteur italien naturalisé français (° 10 février 1882),
- 6 février : Jane Atché, peintre et affichiste française (° 16 août 1872),
- 12 février : Jean Laronze, peintre français (° 25 novembre 1852),
- 13 février : István Nagy, peintre hongrois (° 28 mars 1873),
- 25 février : Eduardo Arroyo, peintre, graveur, lithographe, sculpteur et décorateur de théâtre espagnol (° 14 octobre 2018),
- 1er mars : Iouri Pen, peintre russe puis soviétique (° 5 juin 1854),
- 16 mars :
  - Cécile Desliens, peintre française (° 8 mars 1853),
  - Germán Gedovius, peintre mexicain (° 1er mai 1867),
- 18 mars : Clémentine-Hélène Dufau, peintre, affichiste et illustratrice française (° 18 août 1869),
- 23 avril : Auguste Davin, sculpteur français (° 6 décembre 1866),
- 10 mai : Paul Chabas, peintre français (° 7 mars 1869),
- 18 mai : Émile Duray, peintre français d'origine belge (° 12 septembre 1862),
- 20 mai : Paul Sordes, peintre, pianiste et scénographe français (° 9 février 1877),
- 25 mai : Henry Ossawa Tanner, peintre afro-américain (° 21 juin 1859),
- 12 juin : Victor Tardieu, peintre français (° 30 avril 1870),
- 17 juin :
  - Albert Matignon, peintre et illustrateur français (° 11 juin 1860),
  - Igor Terentiev, poète et peintre russe puis soviétique (° 17 janvier 1892),
- 18 juin : Pierre Bodard, peintre français (° 15 avril 1881),
- 2 juillet : Guillaume Van Strydonck, peintre et pastelliste belge (° 10 décembre 1861),
- 13 juillet : Mykhaïlo Boïtchouk, peintre ukrainien (° 30 octobre 1882),
- 30 juillet : Georges Diéterle, architecte et peintre français (° 25 mars 1844),
- 5 août : Léon Nassoy, peintre français (° 13 décembre 1873),
- 7 août : Henri Lebasque, peintre post-impressionniste français (° 25 septembre 1865),
- 3 septembre : François Guiguet, peintre et lithographe français (° 8 janvier 1860),
- 5 septembre : Georges Chénard-Huché, peintre et compositeur français (° 14 juin 1864),
- 14 septembre : Louis Delfau, peintre français (° 20 juin 1871),
- 26 septembre : Vera Ermolaeva, peintre, graphiste et illustratrice russe puis soviétique (° 2 novembre 1893),
- 29 septembre : Jacob Belsen, peintre, dessinateur, graveur, dessinateur, caricaturiste et illustrateur russo-letton (° 18 septembre 1870),
- 30 septembre : Hélène Guinepied, peintre et pédagogue française (° 27 avril 1883),
- 4 octobre : Maurice Joron, peintre français (° 18 janvier 1883),
- 5 octobre : Max Kahrer, peintre autrichien († 8 juillet 1878),
- 15 octobre : Renato Paresce, peintre italien (° 5 janvier 1886),
- 22 octobre : Paul Paulin, peintre, sculpteur et médailleur français (° 13 juillet 1852),
- 24 octobre :
  - Henri-Émile Lefort, graveur français (° 31 août 1852),
  - Émile Théodore, peintre et conservateur de musée français (° 29 janvier 1876),
- 26 octobre : Pierre Waidmann, peintre et sculpteur français (° 19 août 1860),
- 27 octobre : Joseph-Félix Bouchor, peintre français (° 15 septembre 1853),
- 2 novembre :
  - Leonardo Bazzaro, peintre italien (° 13 décembre 1853),
  - Henri Clamens, peintre orientaliste français (° 1er février 1905),
- 9 novembre : Charles Émile Egli, graveur, illustrateur et peintre suisse naturalisé français (° 30 mars 1877),
- 10 novembre : Louis Ridel, peintre, sculpteur, décorateur et médailleur français (° 12 février 1866),
- 12 novembre : Marie Ernestine Lavieille, peintre française (° 11 octobre 1852),
- 21 novembre : Henri Cain, dramaturge, librettiste, romancier, peintre et graveur français (° 11 octobre 1857),
- 22 novembre : Philip de László, peintre britannique d'origine hongroise (° 30 avril 1869),
- 26 novembre :
  - Albert Depré, peintre français (° 11 mars 1861),
  - Ottilie Roederstein, peintre suisse (° 22 avril 1859),
- 29 novembre : Eugène de Barberiis, peintre français (° 9 mars 1851),
- 5 décembre :
  - Georges Laugée, peintre français (° 19 décembre 1853),
  - János Thorma, peintre hongrois (° 24 avril 1870),
- 16 décembre : Blanka Mercère, peintre polonaise (° 17 décembre 1883),
- 17 décembre : Albert Fourié, sculpteur, peintre et illustrateur français (° 24 avril 1854),
- 20 décembre : Ludvík Strimpl, peintre, graphiste et diplomate austro-hongrois puis tchécoslovaque (° 18 novembre 1880),
- 21 décembre : Auguste Raynaud, peintre français (° 27 février 1854),
- 22 décembre : José Engel, peintre, dessinateur et caricaturiste français (° 13 août 1868),
- 24 décembre : Jules Ronsin, peintre français (° 6 avril 1867),
- 29 décembre : Efim Minine, peintre et graphiste russe puis soviétique (° 9 octobre 1897),
- 31 décembre : Dezső Czigány, peintre hongrois (° 1er juin 1883),
- ? :
  - Marcel Bain, peintre paysagiste, illustrateur et auteur dramatique français (° 21 novembre 1878),
  - Gennaro Béfani, peintre français d'origine italienne (° 17 novembre 1866),
  - Paul Louis Bouchard, peintre français (° 1853),
  - Jules-Charles Choquet, peintre français (° 1846),
  - Henri-Camille Danger, peintre français (° 31 janvier 1857),
  - Charles-Edmond Daux, peintre et illustrateur français (° 26 janvier 1850),
  - Jeanne Eliot, peintre française (° 22 mars 1861),
  - Victor Dutertre, peintre et graveur sur bois français (° 10 février 1850),
  - Maurice Louis Monnot, peintre français (° 22 octobre 1869),
  - Gustave Popelin, peintre et photographe français (° 30 juillet 1859),
  - Max Silbert, peintre français d'origine russe (° 29 novembre 1871),
  - Gustave Surand, peintre français (° 25 août 1860).